# Entschlichten
Als Entschlichten oder Entschlichtung wird in der Textilindustrie die Entfernung des Schutzfilms von den Kettfäden eines gewebten Textils bezeichnet.

## Schlichten
Vor dem Webprozess wird zur Stärkung der Kettfäden ein Schutzfilm, die sogenannte Schlichte, aufgebracht. Als Schlichtemittel werden Stärke (oft in oxydativ aufgeschlossener Form), Stärkeether (Carboxymethylstärke), höhere Alkohole, Polyvinylalkohol, Acrylsäure (auch deren Salze) oder Cellulosederivate (z. B. Carboxymethylcellulose) eingesetzt.

## Entschlichten
Die mit Schlichten behandelten Gewebe werden nach dem Weben, vor der Weiterverarbeitung, in der Regel von den Schlichten befreit (Entschlichtet). Dazu benutzt man verschiedene Verfahren.
Methoden zur Entschlichtung:
- hydrolytisch: mit Säuren
- oxidativ: mit Persulfaten
- enzymatisch: bei Stärkeschlichten
- thermisch: bei Glasfasern
- mechanisch: bei wasserlöslichen Schlichten durch Waschen mit heißem Wasser

Das Ziel des Entschlichtenverfahrens ist einerseits die Beseitigung des harten Griffs und andererseits ein besseres Netz- und Durchfärbeverhalten des Gewebes.
Thermisch oder enzymatisch entschlichtet werden auch stärkebeschlichtete Glasfasergewebe, um anschließend ein Silanfinish aufzubringen, damit sich in der Folge Harze an das Glas chemisch binden.

## Buntschlichterei
Hier verbleibt das Schlichtemittel auf der Ware, die so einen gewissen Appretureffekt erhält.